# صورت‌گرایی روسی
صورت‌گراییِ روسی یا فرمالیسم روسی (به زبان انگلیسی: Russian Formalism) یکی از مکتب‌های نقد ادبی در زمینهٔ پژوهش ادبی روسی که در سه دهه نخست قرن بیستم تکوین یافت. صورت‌گرایی یا فرمالیسم روسی در تقابل با رویکردهای مسلط مطالعهٔ ادبیات که ادبیات را از زاویهٔ دید رشته‌هایی چون تاریخ، جامعه‌شناسی و روان‌شناسی بررسی می‌کردند، تأکید خود را بر مشخصه‌های تمایزدهندهٔ ادبیات گذاشت. صورت‌گرایی روسی در نقادی، تحلیل متن ادبی را محور پژوهش‌های خود قرار داد و بر اهمیت اساسی فرم (شکل) تأکید گذاشت و در راستای کشف قوانین درونی زبان و ادبیات کوشش می‌کرد.
فرمالیسم روسی دو دورهٔ تاریخی را پشت سرگذاشته است: یکی دورهٔ پر تب و تابی از اواسط دههٔ دوم تا اواسط دههٔ سوم قرن بیستم و دورهٔ کلاسیکی که از نیمهٔ دوم دههٔ سوم قرن بیستم شروع می‌شود. منتقدان این مکتب نقد ادبی در دو مرکز به فعالیت پرداخته‌اند.
یک گروه در حلقهٔ زبان‌شناسی مسکو که رومن یاکوبسن، پتر بوگاتیرف و گریگوری وینوکور در سال ۱۹۱۵ پایه‌گذاری کرده بودند و دیگری اپویاز یا انجمن مطالعهٔ زبان ادبی که ویکتور اشکلوفسکی، بوریس آینخنبام، لف یاکوبینسکی، اوسیپ بریک در شهر پتروگراد در سال ۱۹۱۶ بنانهادند. اعضای این دو حلقه با رفت و آمد به مسکو و پتروگراد رابطهٔ نزدیکی با یکدیگر داشتند و حاصل فعالیت‌های آنان در مجموعه مقالاتی با عنوان مطالعاتی در باب نظریهٔ زبان ادبی (۱۹۱۶ و ۱۹۱۷) و بوطیقا: مطالعاتی در باب نظریهٔ زبان ادبی (۱۹۱۹) منتشر شد.